# جيري براون (لاعب كرة قدم)
جيري براون (بالإنجليزية: Jerry Brown)‏ (و. 1987 – 2012 م) هو لاعب كرة قدم أمريكية، ولاعب كرة القدم الكندية، من الولايات المتحدة، ولد في سانت لويس، ميزوري، يلعب كظهير ‏، توفي في دالاس، تكساس، عن عمر يناهز 25 عاماً.

## التعليم
تعلم في جامعة إلينوي ‏.

## روابط خارجية
- جيري براون على موقع مرجع كرة القدم المحترفة.كوم (الإنجليزية)
- جيري براون على موقع JustSportsStats.com (الإنجليزية)